# Villarroya (kommun i Spanien)
Villarroya är en kommun i Spanien. Den ligger i den autonoma regionen La Rioja i norra delen av landet, 230 km nordost om huvudstaden Madrid. Antalet invånare är 4 (2024). Arean är 11,77 kvadratkilometer.